# クリスチャン・マイヤー

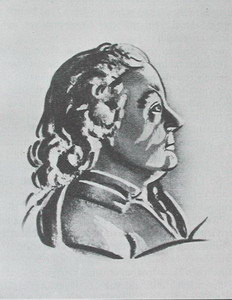
Christian Mayer

クリスチャン・マイヤー（Christian Mayer、1719年8月20日 - 1783年4月16日）は、オーストリアの天文学者。イエズス会司祭である。いくつかの連星の発見、金星の日面通過の観測などを行った。 
モラビアに生れた。1745年にイエズス会に入り、1752年にハイデルベルク大学の数学と物理の教授になった。選帝侯カール・テオドールがシュヴェッツィンゲンとマンハイムに天文台を建設した時、天文係になった。1773年、イエズス会の解散が命令されたので、その職を失うが、その後も各地でジョヴァンニ・カッシーニらと天文学の観測を続けた。1769年の金星の日面通過の観測ではエカチェリーナ2世の招きに応じてサンクトペテルブルクで観測をおこなった。